# William Quash
William Francis Patterson "Bill" Quash (Barking, Londres, 27 de desembre de 1868 – Barking, 17 de maig de 1938) va ser un futbolista anglès que va prendre part en els Jocs Olímpics de París de 1900, on guanyà la medalla d'or com a membre de la selecció britànica, representada per l'Upton Park F.C..